# 소송능력
소송능력이란 피고인이 유효하게 소송행위를 할 수 있는 의사능력을 말한다.
이것은 원고나 피고로서 단독으로 소송절차를 진행할 수 있는 능력을 말한다. 성인이 된 보통사람이라면 누구에게나 인정되고 있는 능력으로서 여기에 한하여는 별로 문제로 삼을 필요도 없다. 그러나 소송이라고 하는 것은 그러한 성인이 된 보통사람만이 휘말리는 것이 아니며 4-5세의 유아나 정신상의 결함이 있는 무능력자라도 원고가 되고 피고가 되는 입장에 놓이는 경우도 있다. 그래서 소송법은 언제나 미성년자나 무능력자에 대해서는 독립해서 절차를 진행시킬 능력이 없는 것으로 간주하여 반드시 법정대리인 등의 힘을 빌리지 않으면 소송이 되지 않는 것으로 하였다. 이렇게 하여 원래부터 독립하지 못하는 사람이 받을 소송상의 불이익을 제거한 것이다. 더욱 회사나 법인의 경우는 소송에 있어서 반드시 그 대표자에 의하지 않으면 아니 된다고 되어 있다.

## 소송능력자
민사소송법 제57조(외국인의 소송능력에 대한 특별규정) 외국인은 그의 본국법에 따르면 소송능력이 없는 경우라도 대한민국의 법률에 따라 소송능력이 있는 경우에는 소송능력이 있는 것으로 본다.

## 소송무능력자
민사소송법 제55조(미성년자, 한정치산자,금치산자의 소송능력) 미성년자,한정치산자 또는 금치산자는 법정대리인에 의하여서만 소송행위를 할 수 있다. 다만, 미성년자 또는 한정치산자가 독립하여 법률행위를 할 수 있는 경우에는 그러하지 아니하다.

## 판례
- 신분상의 법률행위는 본인의 의사결정을 존중하여 대리를 허용하지 않으나 인지청구의 소송에 있어서 상대방이 의사무능력자이기 때문에 법정대리인이 대리하지 않는 한 소송을 할 수 없는 경우에는 법정대리인의 대리를 인정하여야 할 것이며, 이 같은 경우에 법정대리인이 없거나 대리권을 행할 수 없는 때에는 당사자는 민사소송법 제58조의 규정에 의해 특별대리인을 신청할 수 있다 할 것이다.[2]

## 참고 자료
- 조상희, 『법학전문대학원 민사소송법 기본강의』. 한국학술정보(주), 2009. ISBN 978-89-534-2307-7